# Alentejo littoral

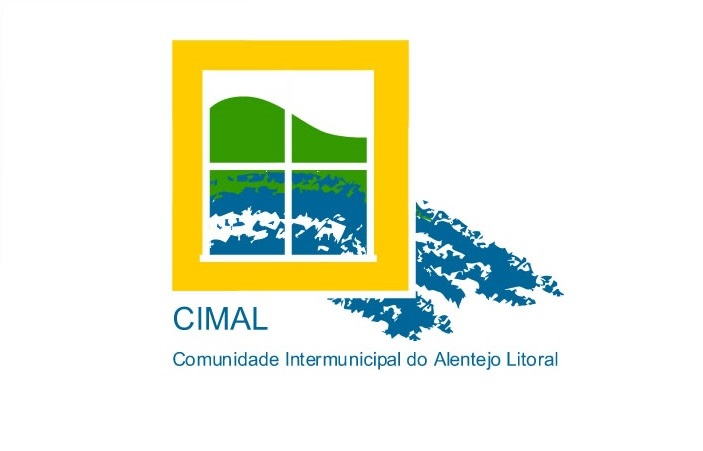
Logo de la communauté intermunicipale

Localisation de l'Alentejo littoral

Pour les articles homonymes, voir Alentejo (homonymie).
L'Alentejo littoral – en portugais : Alentejo Litoral – est une des trente sous-régions statistiques du Portugal.
Avec quatre autres sous-régions, il forme l’Alentejo.

## Géographie
L'Alentejo littoral est limitrophe :

## Données diverses
- Superficie : 5 261 km2
- Population (2001) : 99 976 hab. (estimation 2005 : 97 636 hab.)
- Densité de population (2001) : 19,00 hab./km2

## Subdivisions
L'Alentejo littoral groupe cinq municipalités (conselhos ou municípios, en portugais) :
- dans le district de Setúbal :
  - Alcácer do Sal,
  - Grândola,
  - Santiago do Cacém,
  - Sines ;
- dans le district de Beja :
  - Odemira.